# 柳川欽也
栁川 欽也（やながわ きんや、1952年（昭和27年）10月3日 - ）は、日本の技術者、実業家。日本製鉄顧問。元日鉄日新製鋼代表取締役社長最高経営責任者。元日本鉄鋼協会副会長。

## 人物・経歴
茨城県出身。1978年東北大学大学院工学研究科修了、住友金属工業入社。2005年住友金属工業鹿島製鉄所副所長。2007年住友金属工業常務執行役員。2011年住友金属工業専務執行役員。2012年住友金属工業取締役専務執行役員に昇格。同年新日鐵住金(現日本製鉄)常務取締役。2014年新日鐵住金代表取締役副社長、日本鉄鋼協会副会長。2016年新日鐵住金取締役兼日新製鋼取締役副社長。2017年から日新製鋼代表取締役社長、CEO（最高経営責任者）を務め、新日鐵住金の完全子会社化にあたり、相乗効果創出などを進めた。また、2020年には日鉄日新製鋼呉製鉄所の全面閉鎖発表に合わせ、新原芳明呉市長や湯崎英彦広島県知事と面会するなどした。2020年4月日本製鉄顧問。